# Троицкий (Смоленская область)
Троицкий — деревня в Рославльском районе Смоленской области России. Входит в состав Грязенятского сельского поселения. Население — 23 жителя (2007 год). 
Расположена в южной части области в 8 км к югу от Рославля, в 8 км южнее автодороги А101 Москва — Варшава («Старая Польская» или «Варшавка»), на берегу реки Колпита. В 7 км западнее деревни расположена железнодорожная станция Самолюбовка на линии Рославль — Кричев. 

## История
В годы Великой Отечественной войны деревня была оккупирована гитлеровскими войсками в августе 1941 года, освобождена в сентябре 1943 года.